# Dia Mundial dels Escacs
El Dia Mundial dels Escacs és un dia internacional promogut per l'Assemblea General de les Nacions Unides que se celebra el 20 de juliol.
El 12 de desembre de 2019 l'Assemblea General de les Nacions Unides a través de la Resolució 74/22 decidí designar el 20 de juliol com a 'Dia Mundial dels Escacs'. Els escacs són un dels jocs més antics, tenen un caràcter intel·lectual i cultural, i combina elements de l'esport, el raonament científic i l'art. Qualsevol persona, a qualsevol lloc, pot jugar ja que transcendeix les barreres de l'idioma, l'edat, el gènere, la capacitat física o la situació social. És un joc d'abast mundial que promou l'equitat, la inclusió i el respecte mutu, i pot contribuir a la creació d'un entorn de tolerància i comprensió entre els pobles i les nacions. La celebració d'aquest dia ja venia celebrant-se, per iniciativa de la FIDE, el 20 de juliol, un dia que històricament ha estat observat com el Dia Internacional dels Escacs pels escaquistes de tot el món des del 1966.